# Джексон, Джозеф
Джозеф Джексон (англ. Joseph Jackson, 23 сентября 1880, Сент-Луис, Миссури — 30 декабря 1960) — американский морской пехотинец, олимпийский чемпион.
Джозеф Джексон родился в 1880 году в Сент-Луисе, штат Миссури. В 1901 году вступил в Корпус морской пехоты США, в 1913 году получил нашивку снайпера, в 1917 году был произведён в офицеры. В 1920 году на Олимпийских играх в Антверпене Джозеф Джексон стал чемпионом в командном первенстве в стрельбе из военной винтовки лёжа на дистанции 300 м, в командном первенстве в стрельбе из военной винтовки лёжа на дистанции 600 м и в командном первенстве в стрельбе из военной винтовки лёжа на дистанциях 300 м и 600 м.
Джозеф Джексон вышел в отставку в 1932 году.